# Bouilly (Aube)
Bouilly és un municipi francès situat al departament de l'Aube i a la regió del Gran Est. L'any 2007 tenia 1.045 habitants.

## Demografia

### Població
El 2007 la població de fet de Bouilly era de 1.045 persones. Hi havia 394 famílies de les quals 68 eren unipersonals (32 homes vivint sols i 36 dones vivint soles), 153 parelles sense fills, 153 parelles amb fills i 20 famílies monoparentals amb fills.
La població ha evolucionat segons el següent gràfic:
Habitants censats

### Habitatges
El 2007 hi havia 435 habitatges, 407 eren l'habitatge principal de la família, 7 eren segones residències i 21 estaven desocupats. 406 eren cases i 28 eren apartaments. Dels 407 habitatges principals, 332 estaven ocupats pels seus propietaris, 60 estaven llogats i ocupats pels llogaters i 15 estaven cedits a títol gratuït; 11 tenien dues cambres, 30 en tenien tres, 141 en tenien quatre i 225 en tenien cinc o més. 337 habitatges disposaven pel capbaix d'una plaça de pàrquing. A 150 habitatges hi havia un automòbil i a 232 n'hi havia dos o més.

### Piràmide de població
La piràmide de població per edats i sexe el 2009 era:
| Homes | Edats   | Dones |
| ----- | ------- | ----- |
| 0     | 95 o +  | 0     |
| 0     | 90 a 94 | 8     |
| 4     | 85 a 89 | 8     |
| 4     | 80 a 84 | 0     |
| 16    | 75 a 79 | 12    |
| 16    | 70 a 74 | 28    |
| 48    | 65 a 69 | 32    |
| 40    | 60 a 64 | 44    |
| 24    | 55 a 59 | 32    |
| 44    | 50 a 54 | 44    |
| 24    | 45 a 49 | 32    |
| 36    | 40 a 44 | 28    |
| 52    | 35 a 39 | 40    |
| 48    | 30 a 34 | 40    |
| 28    | 25 a 29 | 44    |
| 28    | 20 a 24 | 16    |
| 28    | 15 a 19 | 20    |
| 20    | 10 a 14 | 36    |
| 68    | 5 a 9   | 28    |
| 32    | 0 a 4   | 40    |

## Economia
El 2007 la població en edat de treballar era de 635 persones, 480 eren actives i 155 eren inactives. De les 480 persones actives 455 estaven ocupades (243 homes i 212 dones) i 25 estaven aturades (9 homes i 16 dones). De les 155 persones inactives 55 estaven jubilades, 65 estaven estudiant i 35 estaven classificades com a «altres inactius».

### Ingressos
El 2009 a Bouilly hi havia 423 unitats fiscals que integraven 1.110,5 persones, la mediana anual d'ingressos fiscals per persona era de 19.449 €.

### Activitats econòmiques
Dels 56 establiments que hi havia el 2007, 2 eren d'empreses extractives, 1 d'una empresa alimentària, 1 d'una empresa de fabricació de material elèctric, 6 d'empreses de fabricació d'altres productes industrials, 12 d'empreses de construcció, 9 d'empreses de comerç i reparació d'automòbils, 3 d'empreses de transport, 3 d'empreses d'hostatgeria i restauració, 3 d'empreses financeres, 1 d'una empresa immobiliària, 6 d'empreses de serveis, 8 d'entitats de l'administració pública i 1 d'una empresa classificada com a «altres activitats de serveis».
Dels 13 establiments de servei als particulars que hi havia el 2009, 1 era una oficina d'administració d'Hisenda pública, 1 gendarmeria, 1 oficina de correu, 1 una oficina bancària, 3 paletes, 1 guixaire pintor, 3 fusteries, 1 electricista i 1 perruqueria.
Dels 3 establiments comercials que hi havia el 2009, 1 era una botiga de menys de 120 m², 1 una fleca i 1 una joieria.
L'any 2000 a Bouilly hi havia 11 explotacions agrícoles que ocupaven un total de 610 hectàrees.

## Equipaments sanitaris i escolars
L'únic equipament sanitari que hi havia el 2009 era una farmàcia.
El 2009 hi havia 1 escola maternal i 1 escola elemental. Bouilly disposava d'un col·legi d'educació secundària amb 621 alumnes.

## Poblacions més properes
El següent diagrama mostra les poblacions més properes.